# 영월루
영월루(迎月樓)는 경기도 여주시 여주읍 상리에 있는 건축물이다. 1983년 9월 19일 경기도의 문화재자료 제37호로 지정되었다.

## 개요
여주읍에서 신륵사를 향해 접어들면 길 오른쪽으로 마암(馬巖)이라 불리는 큰 바위가 있다. 이 큰 바위 언덕에 있는 고풍스런 누각으로, 누에 오르면 푸른 강물과 신륵사의 전경이 그림처럼 펼쳐지고 시원스레 탁 트인 전망으로 가슴까지 후련해진다. 영월루는 원래 군청의 정문이었는데, 1925년경 신헌수 군수가 지금있는 자리에 누각으로 다시 세웠다고 한다. 앞면 4칸 ·옆면 2칸 규모의 2층 누각으로, 지붕은 옆면에서 볼 때 여덟 팔(八)자 모양인 팔작지붕이다. 누각 바로 아래에는 커다란 괴암이 절벽을 이루고 있는데, 바위 위에는 힘있는 필치의 ‘마암’이라는 글씨가 있다. 18세기 말의 것으로 추정하는 이 건물은 전망이 뛰어난 곳에 있을 뿐 아니라, 낮은 기단과 기다란 몸체, 치켜 들려진 지붕의 비례가 적절히 조화를 이루고 있다.

## 갤러리

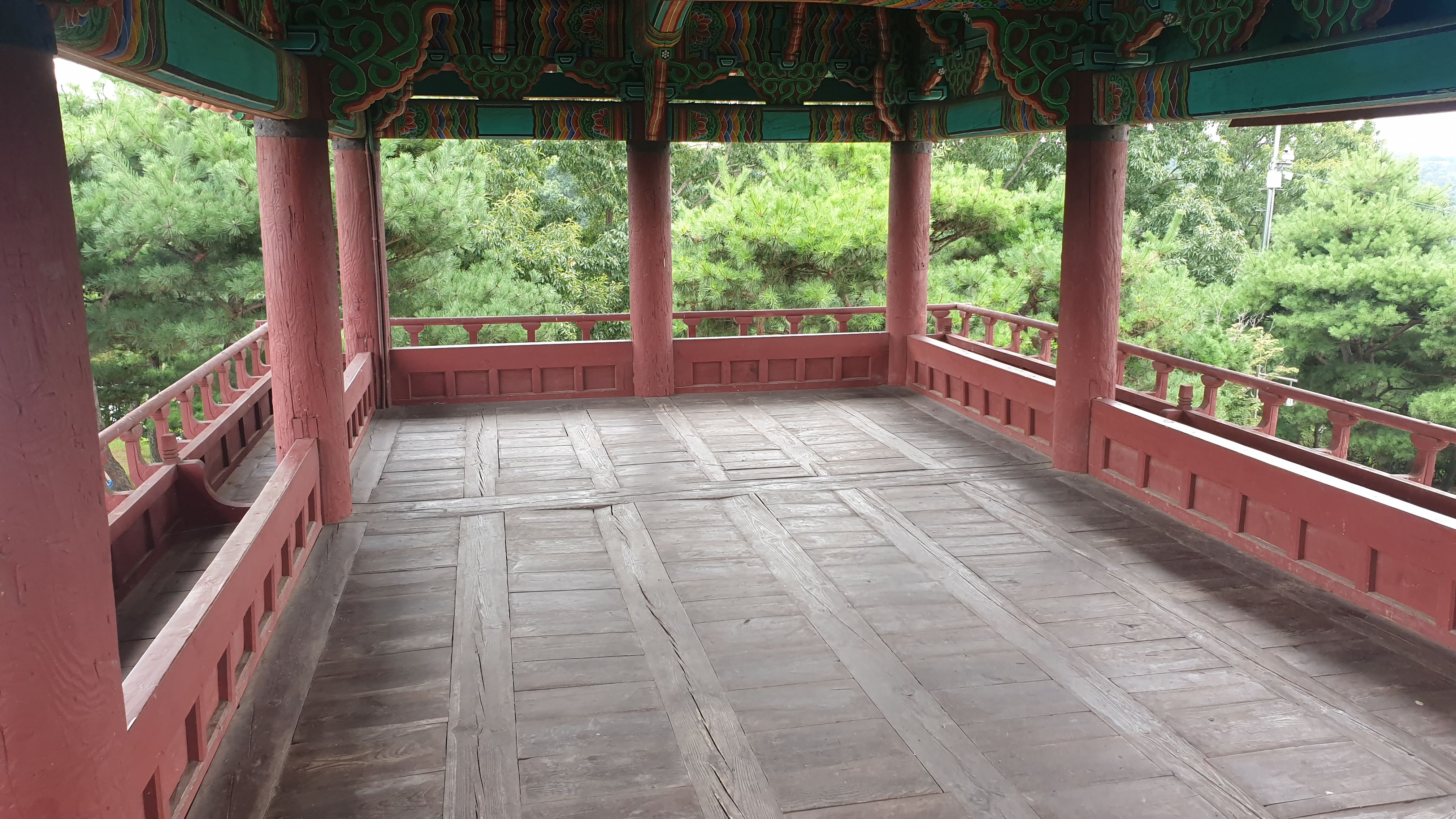

## 참고 문헌
- 영월루 - 국가유산청 국가유산포털